# NGC 3318
NGC 3318 est une galaxie spirale barrée située dans la constellation des Voiles. Elle a été découverte par l'astronome britannique John Herschel en 1835.

## Caractéristiques
Sa vitesse par rapport au fond diffus cosmologique est de 3 077 ± 22 km/s, ce qui correspond à une distance de Hubble de 45,4 ± 3,2 Mpc (∼148 millions d'al).
À ce jour, une vingtaine de mesures non basées sur le décalage vers le rouge (redshift) donnent une distance de 37,550 ± 3,286 Mpc (∼122 millions d'al), ce qui est à l'extérieur des valeurs de la distance de Hubble. Notons que c'est avec la valeur moyenne des mesures indépendantes, lorsqu'elles existent, que la base de données NASA/IPAC calcule le diamètre d'une galaxie et qu'en conséquence le diamètre de NGC 3318 pourrait être d'environ 42,4 kpc (∼138 000 al) si on utilisait la distance de Hubble pour le calculer.
La classe de luminosité de NGC 3318 est II et elle présente une large raie HI.

## Supernova
La supernova SN 2000cl a été découverte dans NGC 3318 le 25 mai 2000 à Sainte Clotilde (Île de La Réunion) par l'astronome amateur français Robin Chassagne. Cette supernova était de type IIn.

## Groupe de NGC 3318
Même si ce n'est ni la plus brillante ni la plus grosse galaxie du groupe, NGC 3318 fait partie d'un groupe de galaxies qui porte son nom. Le groupe de NGC 3318 compte au moins 9 galaxies. Outre NGC 3318, les 8 autres galaxies du groupe sont NGC 3250, NGC 3250E (PGC 30865), NGC 3250B (PGC 30775), NGC 3318B (PGC 31565), ESO 317-17, ESO 317-19, ESO 317-21 et ESO 317-23.